# 闭苞素E
闭苞素E（也称为3-甲氧基丹叶大黄素）是一种有机化合物，化学式C16H16O4，属于芪类化合物，存在于传统中草药闭苞买麻藤（Gnetum cleistostachyum）中。